# Округ Појнт Купе (Луизијана)
Појнт Купе (енгл. Pointe Coupee Parish) је округ у америчкој савезној држави Луизијана.

## Демографија
По попису из 2010. године број становника је 22.802, што је 39 (0,2%) становника више него 2000. године.
| Група             | 2000.          | 2010.          |
| Белци             | 13.720 (60,3%) | 13.748 (60,3%) |
| Афроамериканци    | 8.601 (37,8%)  | 8.284 (36,3%)  |
| Азијати           | 57 (0,3%)      | 57 (0,2%)      |
| Хиспаноамериканци | 245 (1,1%)     | 492 (2,2%)     |
| Укупно            | 22.763         | 22.802         |